# Penrhyn
Pour la circonscription électorale, voir Penrhyn (circonscription).
Penrhyn est le nom de l'atoll le plus septentrional de l'archipel des îles Cook. Appelé également Tongareva ou Mangarongaro, il est situé à environ 1 200 kilomètres au nord-est de Rarotonga. Il s'agit d'un atoll dont le lagon de plus de 280 km² est l'un des plus étendus du Pacifique Sud. Les terres émergées ne dépassent cependant pas 10 km². La langue qui y est parlée, le reo tongareva se distingue du maori des îles Cook et s'approche davantage du sous-groupe tahitien. La population est principalement concentrée dans le village d'Omoka, dans l'ouest de l'atoll.

## Histoire

### Période pré européenne

#### Peuplement de l'atoll
Selon la tradition orale locale l'atoll de Penrhyn aurait connu trois vagues de peuplement ,desquelles seraient issues la population actuelle. Selon Peter Buck, la migration la plus ancienne serait celle de Takatu, suivi de celle de Taruia puis de Mahuta.
- Il existe peu d'informations concernant l'origine de Takatu, si ce n'est qu'il descendrait d'Atea (le ciel) et Hakahotu (le récif de corail), version Tongarevienne d'Atea[4] et Papa[5]. Néanmoins d'après les récits généalogiques, ce serait neuf générations après son installation que Taruia serait arrivé sur l'atoll.

- Taruia serait originaire de l'île d'Aitutaki dont il aurait été l'un des chefs. Un jour, alors qu'il en faisait le tour en pirogue, Ruatapu[6] prit le pouvoir, l'obligeant à fuir pour Penrhyn[7]. Il aurait tout d'abord construit un marae à Tokerau, un motu situé au nord de l'atoll[8], confiant ce dernier à deux hommes dont l'un de ses fils Titia[9]. Celui-ci  traversa ensuite à la nage le lagon pour s'installer à Omoka, à l'est de l'atoll. Taruia quant à lui ne serait pas resté à Penrhyn. C'est au cours de l'une de ses pérégrinations qu'il aurait rencontré Mahuta à qui il aurait confié deux hommes pour le guider jusqu'à Penrhyn.
- La troisième migration serait celle de Mahuta. Originaire de Rakahanga, il aurait dû quitter son île natale à cause de soucis familiaux. Lors de sa fuite son épouse Roriki et son fils Puneke se seraient noyés. Seule sa fille Pokirua aurait survécu. Il s'installa ensuite à Tahiti où il épousa Hitio, la fille de l'un des ari'i de l'île du nom de Tu-Koropanga. Il eut avec cette dernière deux fils, Pange, l'aîné (Tuakana), et Rave, le cadet (Teina). Lors de l'une de ses expéditions en mer, Mahuta rencontra Taruia qui lui indiqua la direction de Tongareva (Penrhyn). Il s'y rendit à bord de sa pirogue appelée Vaimea. Selon la légende, sa pirogue était si large que son balancier cogna l'une des extrémités de la passe par laquelle il pénétra le lagon. Il construisit un marae sur Tepuka, le principal motu à l'ouest de l'atoll[10]. Sa fille Pokirua[11] aurait épousé un certain Purua descendant de Takatu. Toujours selon la tradition locale, onze générations plus tard, l'un de leurs descendants du nom de Sautonga aurait épousé Tititio, la descendante (de douzième génération) de Titia, le fils de Taruia, installé à Omoka.

Des deux fils de Mahuta issus de son épouse tahitienne Hitio, seul l'aîné Pange aurait eu une descendance.

#### Datation
Peter Buck estime que la période de Mahuta et Taruia daterait du milieu du XVe siècle. Il s'appuie en cela sur le calcul plus qu'aléatoire et aujourd'hui très controversé de 25 ans par génération. Il n'y a pas eu à notre connaissance de datation au carbone 14 ou de fouilles archéologiques poussées venant confirmer ou infirmer cette estimation.

#### Chefferies
Bien qu'il n'y ait aujourd'hui qu'un seul Ariki représentant Penrhyn  au Conseil des ariki, il semble qu'ils aient été à une époque au moins au nombre de deux. L'une de ces lignées serait issue de l'union entre Sautonga et Tititio, les Pohatu ariki ;  l'autre de Pange, fils aîné de Mahatu, les Poaru Ariki. 
À la faveur d'une alliance matrimoniale entre ces deux chefferies, le titre serait revenu à un certain Turua

«  Stephen Savage, interprète du Tribunal Foncier de Rarotonga m'a écrit pour me dire qu'à une certaine période, un ariki du nom de Turua revendiquait être le chef de l'ensemble de l'atoll. Durant son règne, toutes les tortues qui était pêchées lui étaient données.(…) Il était le descendant direct de Pohatu et Poaru et revendiquait les titres de ces deux ariki. »

— Te Rangi Hiroa (Peter Buck), "Ethnology of Tongareva", Bishop Museum Bulletin, n°92, avril 1932, Honolulu, p.50
Un autre titre porté sur l'atoll et généralement considéré comme inférieur est celui de "tangata maro kura" (l'homme qui porte une ceinture rouge). Le "maro kura" qui est généralement en Polynésie l'un des attributs des ariki, laisse supposer que leur nombre devait être historiquement plus important.

### Explorateurs, missionnaires et blackbirders

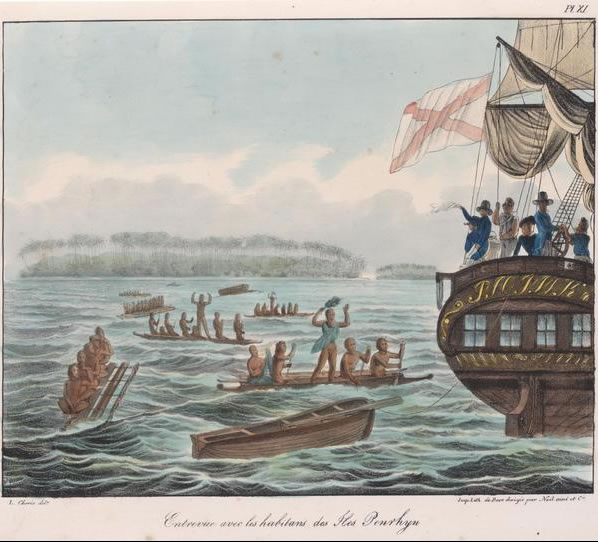
Passage du Rurick le 30 avril 1816 (lithographie).

Le premier navire européen à visiter l'atoll fut le Lady Penrhyn, l'un des premiers navires transportant des bagnards vers Botany Bay (Australie) et qui passa à son large le 8 août 1788. Son capitaine le lieutenant Watts baptisa l'atoll du nom de son navire, appellation que l'atoll a conservée jusqu'à nos jours. 
Le navire suivant à faire escale Penrhyn fut le Rurick du Capitaine Otto von Kotzebue le 30 avril 1816.
En février 1841, l'un des vaisseaux de l'expédition du Commandant américain Charles Wilkes, le "Porpoise" passa à son tour au large de ses côtes. Il semble d'après le récit que fait Wilkes de l'atoll, que celui-ci était assez densément peuplé, "Tout le nord-ouest de l'île semble être un village continu, bordé de cocotier. L'île est peuplée d'un grand nombre d'habitants".
Douze ans plus tard, le Chatham, navire d'un marchand américain, E.H. Lamont, s'échoua sur les récifs de l'atoll. Il devait rester plusieurs mois sur place, publiant en 1867, la toute première description à peu près précise de l'atoll et ses habitants
Tongareva fut christianisée à partir de 1854, par des pasteurs originaires de Mangaia, formés au collège théologique de Rarotonga, tout d'abord Taoiti qui fut rejoint en 1857 par Kaiau et Niki. Aucun missionnaire européen ne s'installa à demeure sur l'atoll, bien qu'il fût visité plus ou moins régulièrement par les pasteurs britanniques de Rarotonga.
En 1864, Penrhyn fut pratiquement vidée de ses habitants par des "blackbirders" péruviens, leur faisant miroiter de généreux salaires en venant travailler dans les mines de phosphate péruviennes. En réalité, réduits en situation de quasi esclavage, nombre d'entre eux devaient y laisser la vie. Il est estimé que plus de 1 000 tongaréviens s'engagèrent auprès de ces blackbirders durant la décennie que dura le trafic.

### Prise de possession et période coloniale

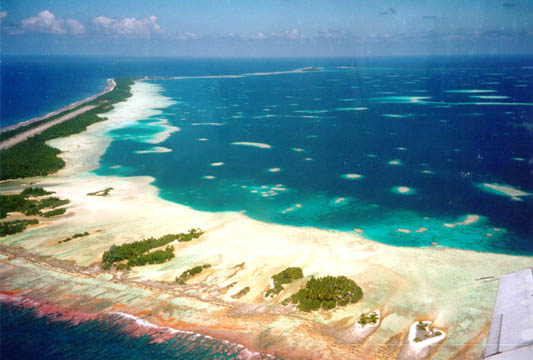
Vue aérienne sur le lagon et la piste d'atterrissage construite en 1942.

Penrhyn fut officiellement annexée par la couronne britannique, le 22 mars 1888 dans le but d'en faire une station relais pour le câble télégraphique. En 1901, l'atoll fut finalement inclus au reste de l'archipel des Cook que la Nouvelle–Zélande venait d'annexer. C'est dans ces années qu'une mission catholique prit pied à Penrhyn. Aujourd'hui si 75 % de la population appartient à la Cook Islands Christian Church (CICC) issue de la LMS, 25 % est catholique, 
Durant la seconde guerre mondiale, l'armée américaine s'installa sur l'atoll. Les soldats construisirent, en 1942, une piste d'atterrissage près de laquelle ils implantèrent leur base appelée "Camp Durant".  Le nom de code de l'atoll était "Ostler". Les dernières troupes américaines quittèrent Penrhyn le 30 septembre 1946.
En 1957, l'atoll de Penrhyn, toujours sous administration néo-zélandaise, servit de station météo et de contrôle de la radioactivité lors des essais nucléaires britanniques ayant eu lieu sur l'île Malden faisant aujourd'hui partie du Kiribati et située à 300 kilomètres plus au nord (cf Opération Grapple). Des procédures judiciaires en indemnisation engagées par des Penrhyn qui se déclarent avoir été irradiés sont actuellement en cours.

### Penrhyn aujourd'hui
Excentrée par rapport au reste de l'archipel, le tourisme n'y joue encore qu'un rôle secondaire, bien que le potentiel y soit important. L'économie repose depuis la fin des années 1980 en grande partie sur la culture de la perle noire dont elle est avec Manihiki, l'un des principaux producteurs de l'archipel. Malgré cela, l'atoll n'a cessé de se dépeupler passant de 606 habitants en 1996 à 357 en  2001.
L'atoll constitue une circonscription électorale dont l'actuel député et membre du gouvernement est  Wilkie Olaf Patua Rasmussen

## Langue
Le tongareva (reo tongareva), la langue parlée sur Penrhyn, est une variante dialectale du māori des îles Cook, bien qu'elle soit parfois considérée comme une langue distincte. On note en effet quelques nuances avec le māori standard que cela soit sur le plan phonologique ou lexical. 

### Variations phonétiques
- La glottale occlusive du māori standard peut-être prononcée comme une fricative autrement dit un [ h ] ou parfois être remplacée par un [ s ] voire un "sh" [ ʃ ]
- Le son [ v ] se rapprocherait plus de la bilabiale [ ʋ ] notée généralement w, si bien que l'on trouve dans certaines sources anciennes Tongareva écrit sous l'orthographe Tongarewa.
- Le [ r ] est également moins fortement marqué se rapprochant parfois du son [l]

### Variations lexicales
Ci-dessous quelques exemples de vocabulaire spécifique à Penrhyn.
| Tongarévien | Māori des îles Cook standard | Français    |
| ----------- | ---------------------------- | ----------- |
| songi       | 'ongi                        | S'embrasser |
| Asu         | a'u                          | Empiler     |
| Hare        | 'are                         | maison      |
| Iriki       | Ariki                        | chef        |